# Памятник Вардану Мамиконяну (Ереван)
Памятник Вардану Мамиконяну — скульптурный монумент, установленный в 1975 году на Кольцевом бульваре Еревана около пересечения бульвара с улицей Вардананц. Авторы проекта — скульптор Ерванд Кочар и архитектор Степан Кюркчян. Вардан Мамиконян был крупнейшим средневековым армянским полководцем, лидером армянского освободительного движения 450—451 гг. и главнокомандующим (спарапетом) армянского войска во время Аварайрской битвы.
Включён в список недвижимых памятников истории и культуры административного района Кентрон города Еревана под номером 1.6/129.

## История памятника
Вернувшись из французской эмиграции в 1936 году, Ерванд Кочар создал целую галерею портретов и скульптур армянских деятелей искусства и литературы. Эта работа была для него важна как попытка восстановить культурные и духовные корни Армении. Одной из идей, родившейся в связи с этой задачей, было создание памятника знаменитому полководцу Вардану Мамиконяну. Реализована эта идея, тем не менее, была почти сорок лет спустя.
Сам Кочар писал в своих воспоминаниях следующее:
По прошествии полутора тысяч лет понятно, что та война утратила свой накал и драматизм, но именно поэтому нам необходимо стряхнуть пепел времени и вновь разжечь огонь национального самосознания и свободы. Мой Вардан мчится на лошади с поднятым мечом и атакует, но не защищается; ему не нужен щит. Эта битва — сражение не оружия, но идей. Своей мученической смертью Вардан хочет опровергнуть ошибочное убеждение врага, что свободолюбивый дух народа можно уничтожить оружием...
Идеей Кочара было сделать воина, который целиком открыт врагу, который мчится вперёд без страха, не пытаясь закрыться или спасти свою жизнь.
Церемония открытия памятника состоялась 20 декабря 1975 года.

## Описание памятника
Памятник выполнен из кованой меди, а постамент — из красноватого песчаника.
Ряд художественных решений, использованных Кочаром, нехарактерны для монументальной скульптуры. В частности, все четыре ноги коня не касаются земли, а держится конь на столпе пыли, поднимающемся ему под брюхо.

## Галерея

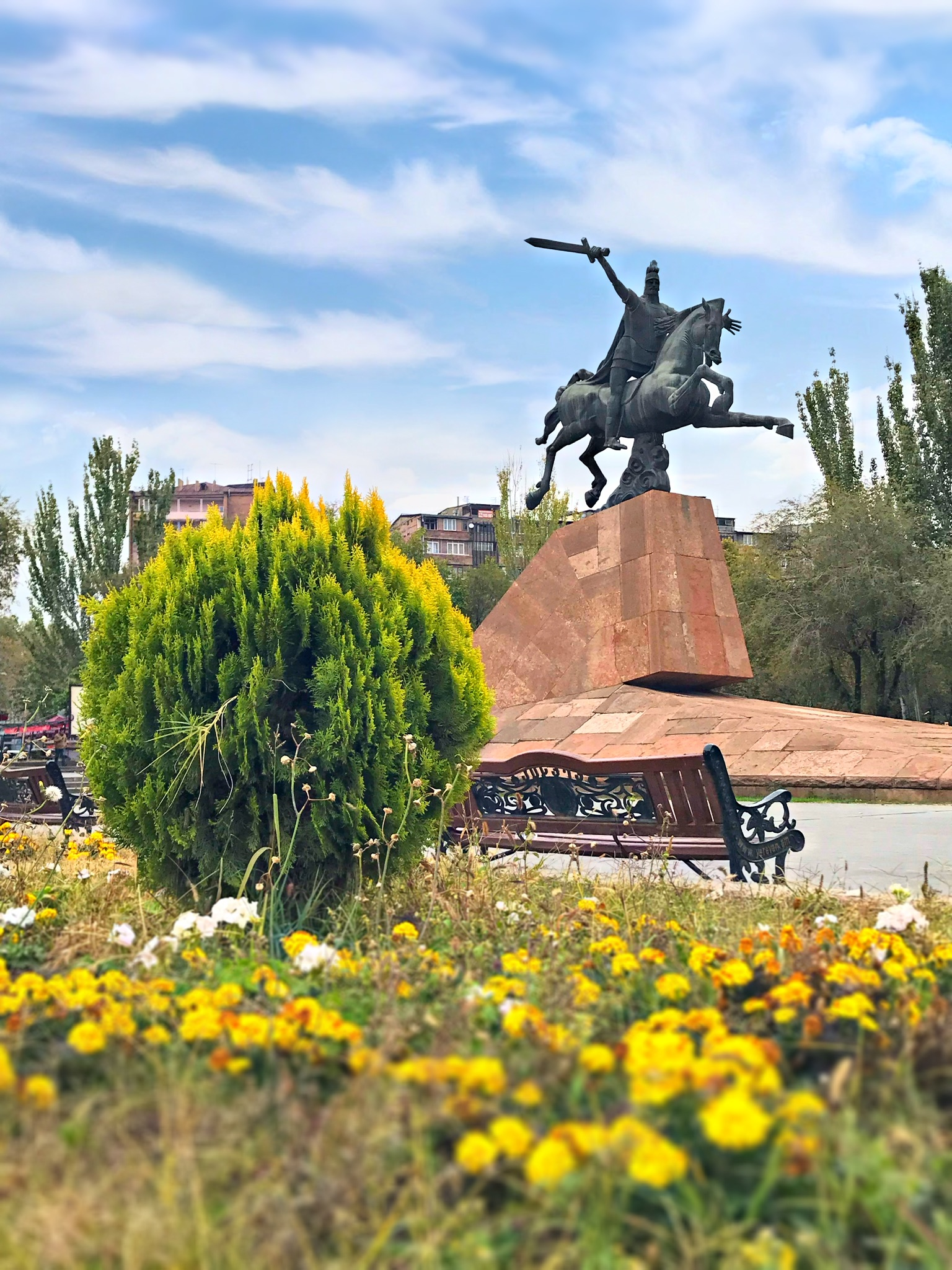
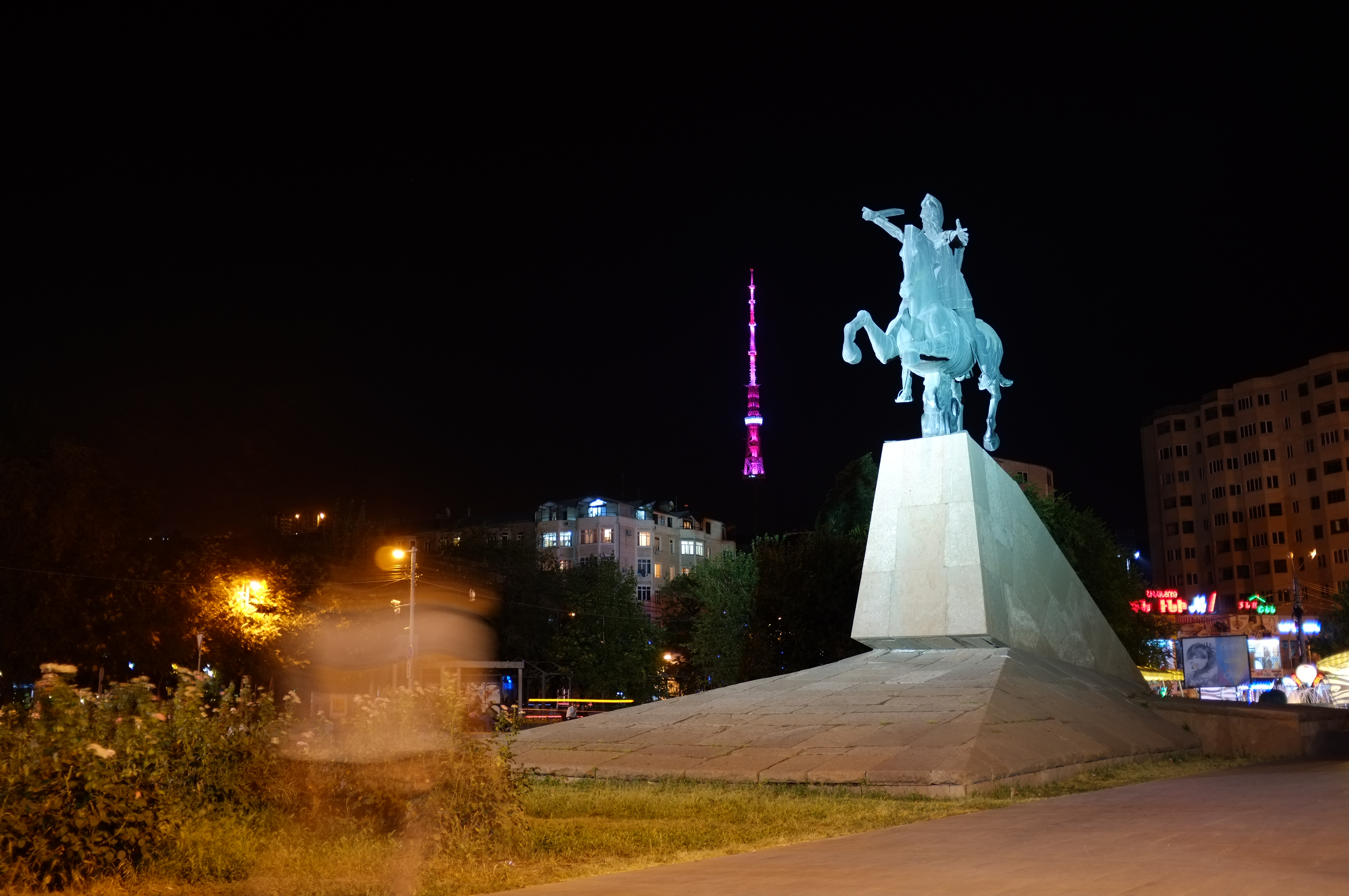
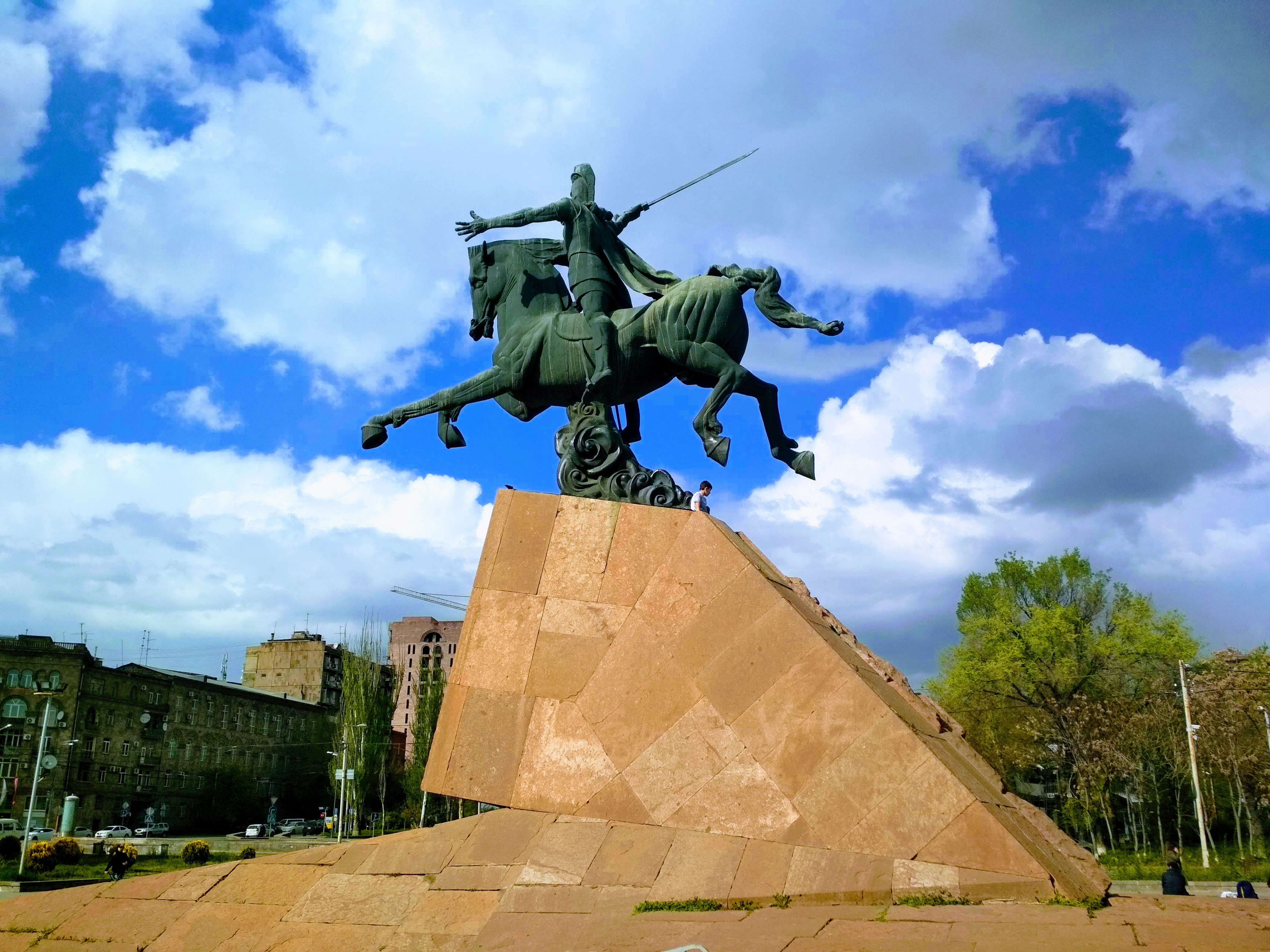